# Bảo tàng Kênh đào Bydgoszcz Sebastian Malinowski
Bảo tàng Kênh đào Bydgoszcz Sebastian Malinowski (tiếng Ba Lan: Muzeum Kanału Bydgoskiego im. Sebastiana Malinowskiego) là một bảo tàng nằm trong một tòa nhà ở sân trường Trung học số 3, tọa lạc tại số 3 Phố Nowogrodzka, Bydgoszcz, Ba Lan. Tòa nhà này từng là một trang trại được xây dựng vào thế kỷ 19, cách con kênh lịch sử ở Bydgoszcz khoảng 80 mét về phía bắc.

## Lịch sử
Bảo tàng Kênh đào Bydgoszcz Sebastian Malinowski chính thức mở cửa đón công chúng vào ngày 29 tháng 9 năm 2006. Bảo tàng được thành lập theo khởi xướng của nhà sử học, giáo viên và nhà hoạt động xã hội Sebastian Malinowski. Bảo tàng được đặt trong căn phòng đã được tân trang lại trong khuôn viên của trường Trung học số 3 ở Bydgoszcz. Những người sáng lập và nhà thầu cải tạo tòa nhà là các doanh nhân địa phương, đặc biệt là Krzysztof Wiśniewski.
Dự kiến trụ sở của Bảo tàng sẽ được chuyển đến tòa nhà ở số 10 Phố Staroszkolna.

## Triển lãm
Bộ sưu tập của Bảo tàng Kênh đào Bydgoszcz Sebastian Malinowski hiện đang bao gồm các bức ảnh và hiện vật giới thiệu về Kênh Bydgoszcz, công việc, vận chuyển và cuộc sống hàng ngày trên kênh. Bảo tàng cũng tiến hành các hoạt động giáo dục về lịch sử của Kênh đào Bydgoszcz và việc vận chuyển ở Bydgoszcz.

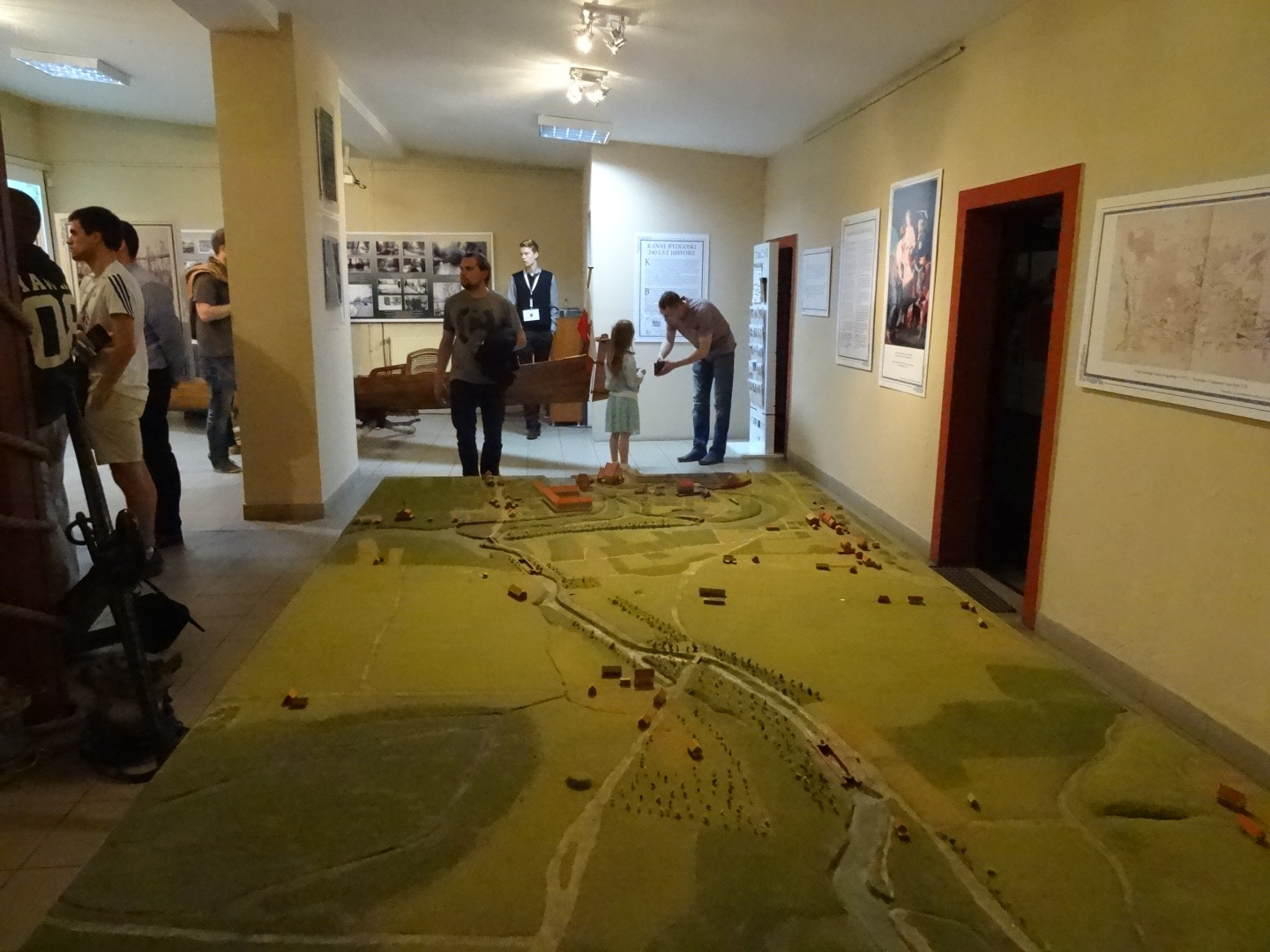
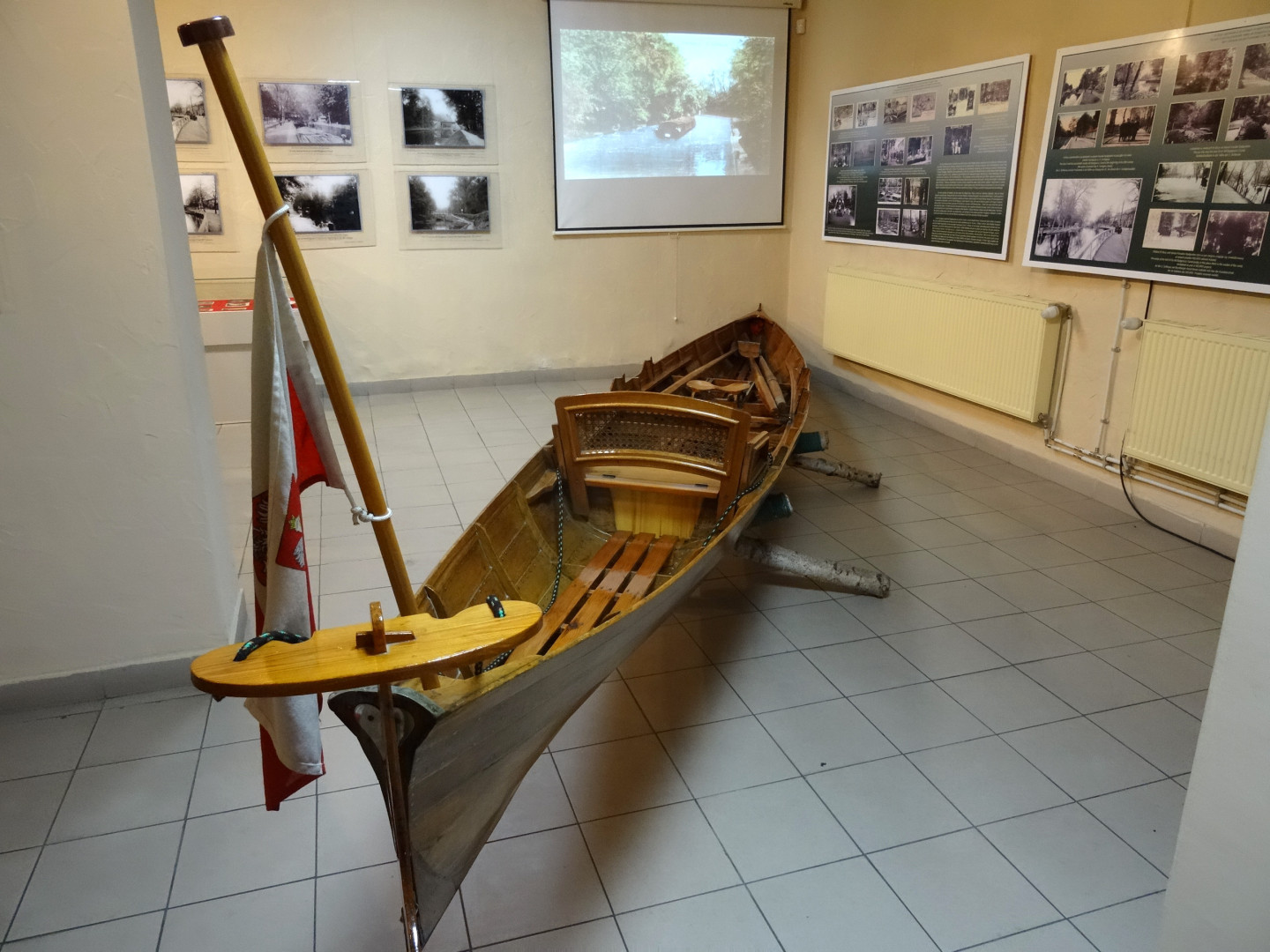
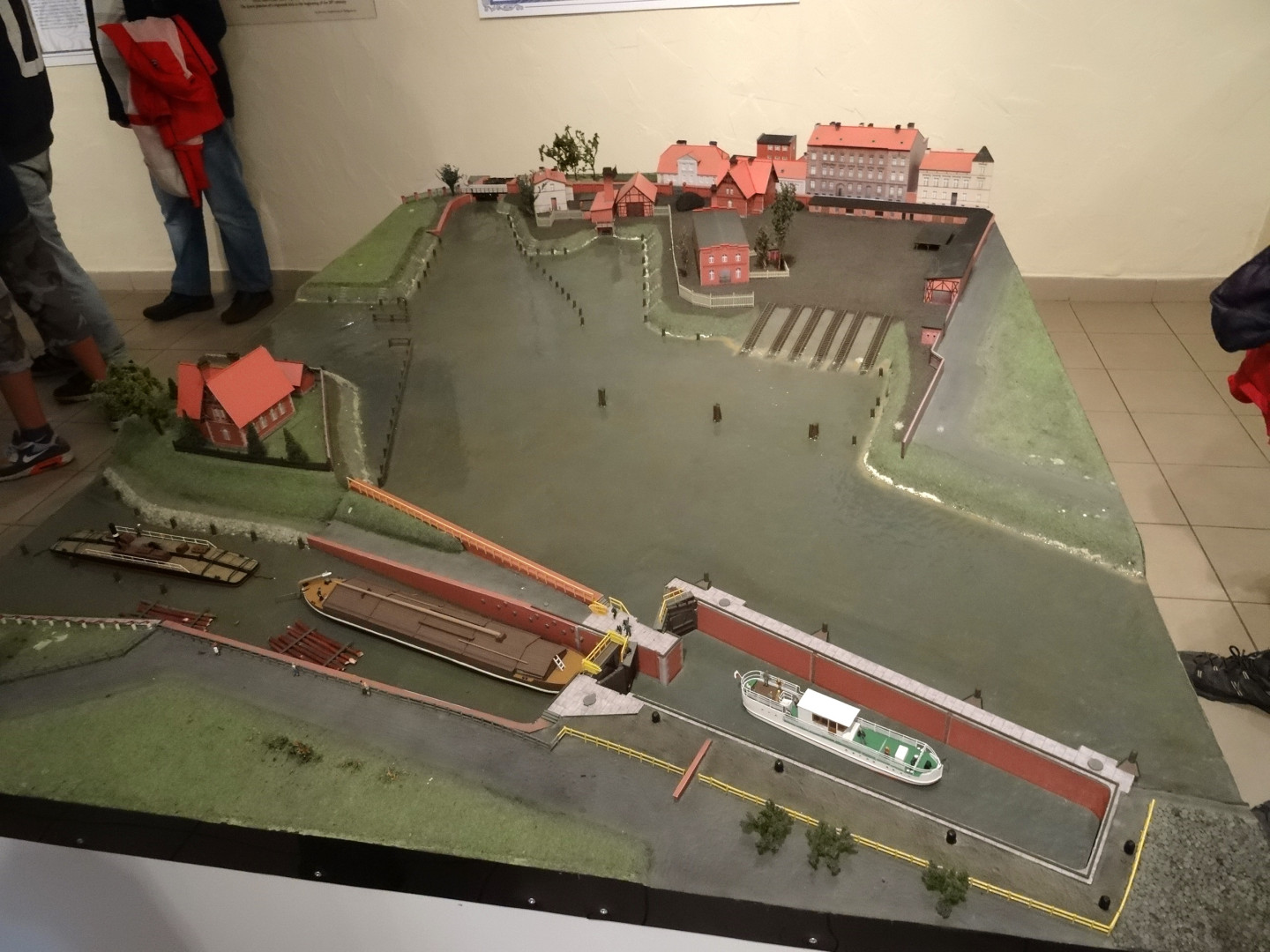
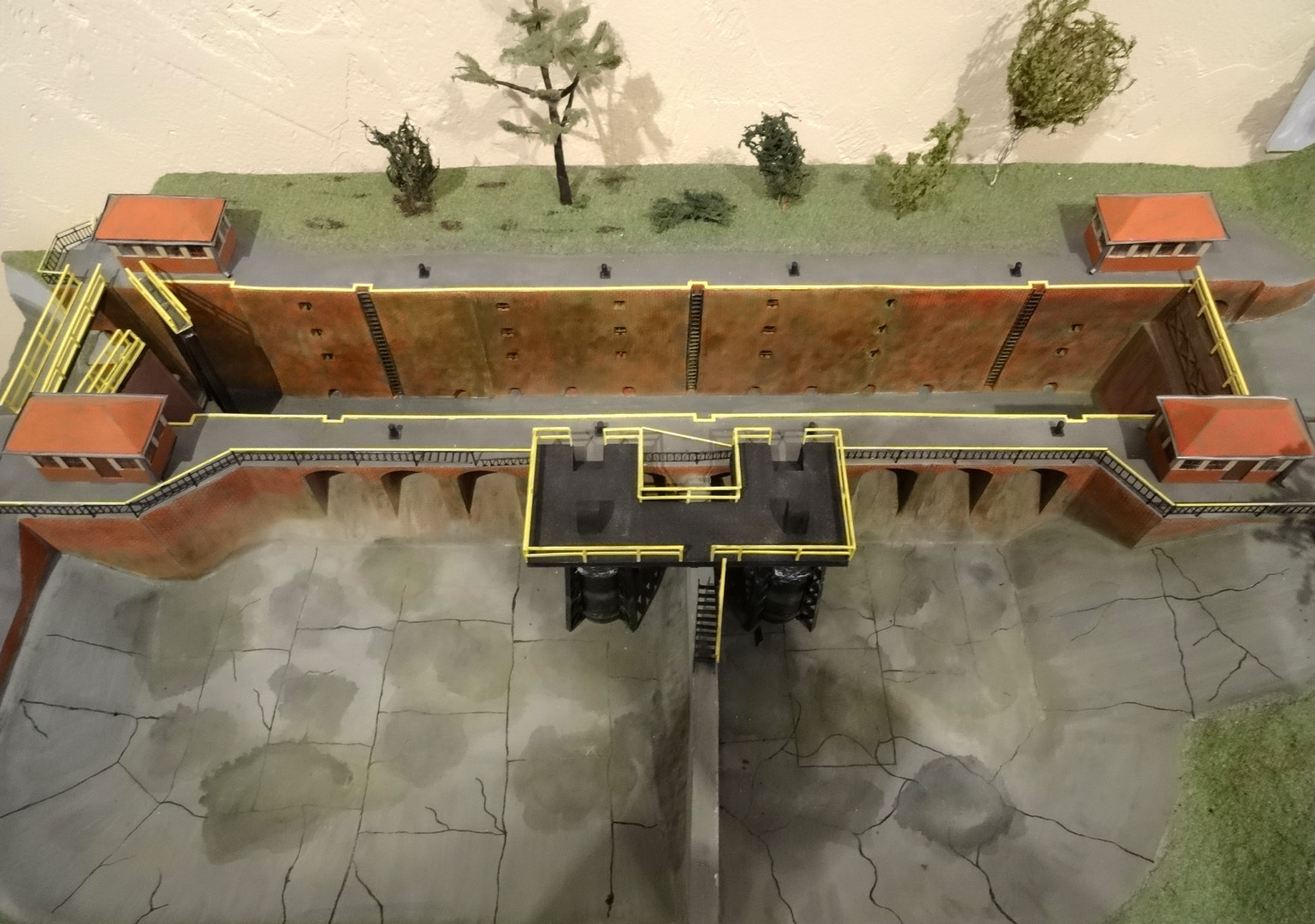
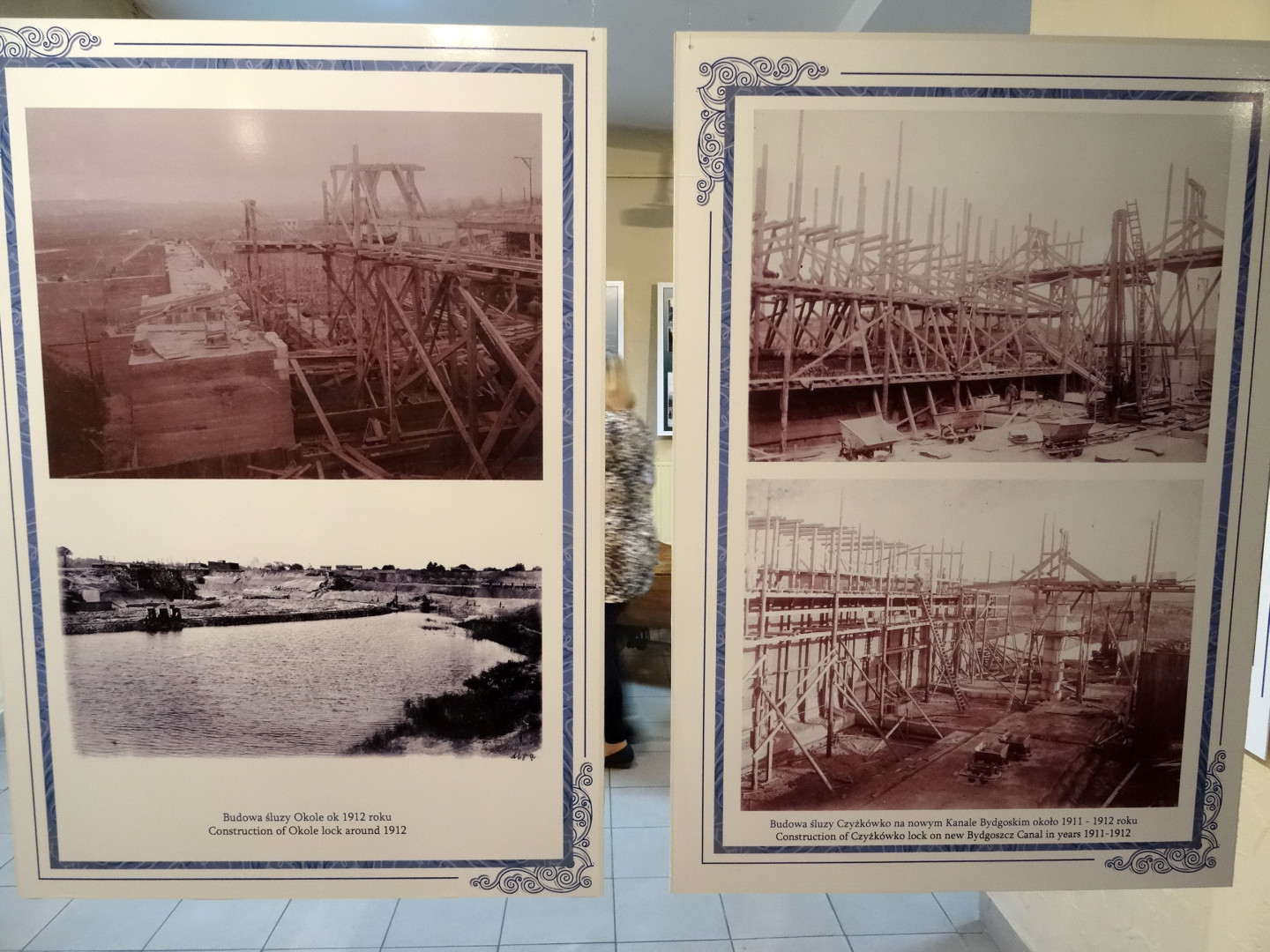

## Giờ mở cửa
Bảo tàng Kênh đào Bydgoszcz Sebastian Malinowski hoạt động quanh năm, mở cửa từ thứ Ba đến thứ Sáu, từ 8:30 đến 15:30. Khách tham quan được vào cửa miễn phí.